# فورته ۸۷۸۰
سیارک ۸۷۸۰ (به انگلیسی: 8780 Forte، نامگذاری:1975LT) هشت هزار و هفتصد و هشتادمین سیارک کشف شده‌است که در ۱۳ ژوئن ۱۹۷۵ کشف شد.